# 米爾波山 (卡哈坦博)
10°27′46″S 76°51′13″W / 10.46278°S 76.85361°W
米爾波山（Millpu），是秘魯的山峰，位於利馬大區的卡哈坦博省和奧永省，屬於安第斯山脈中瓦伊瓦什山脈的一部分，處於普卡卡卡山和科伊略爾科查湖以南，海拔高度約5,300米。